# Чёрный понедельник (телесериал)
Черный понедельник — американский комедийный телесериал, созданный Джорданом Кейаном и Дэвидом Каспом. Премьера состоялась 20 января 2019 года на Showtime. Звезды сериала Дон Чидл, Эндрю Раннеллс, Реджина Холл и Пол Шеер выступают в роли сотрудников второго уровня торговой фирмы The Jammer Group на Уолл-стрит. Действие сериала происходит в год, предшествующему «Черному понедельнику» (понедельник, 19 октября 1987 года, когда рухнули международные фондовые рынки).

## Актерский состав
| Актёр           | Персонаж              |
| --------------- | --------------------- |
| Дон Чидл        | Морис Монро           |
| Эндрю Раннеллс  | Блэр Пфафф            |
| Реджина Холл    | Доу Дарси             |
| Пол Шеер        | Кит Шанкар            |
| Кейси Уилсон    | Тиффани Джорджина     |
| Горацио Санс    | Уэйн                  |
| Ясир Лестер     | Ясир Икс              |
| Кен Марино      | Ларри и Ленни Леман   |
| Кадим Хардисон  | Спенсер               |
| Евгений Кордеро | Ронни                 |
| Джули Хагерти   | миссис Джорджина      |
| Фил Ривз        | мистер Джорджина      |
| Данна Фейнгласс | агент Миллс           |
| Даниэль Шнайдер | агент Фокс            |
| Брюс Дерн       | Род «Джаммер» Ямински |
| Курт Браунохлер | Ти Дэверман           |
| Мелисса Рауш    | Шира                  |

### Приглашенные гости
- Майкл Джеймс Скотт — Чад (365)
- Хью Дейн — Кальвин (365)
- Пол Раст — Брандт (364)
- Тереза Ганзель — Триш (364)
- Ванесса Белл Кэллоуэй — Рут (339)
- Тим Русс — Уолтер Дарси (339)
- Тим Хайдекер — Не Милкен № 1 (243)
- Фред Меламед — Не Милкен № 2 (243)